# Audi Type D
De Audi Type D is een personenauto uit de topklasse die van 1912 tot 1920 geproduceerd werd door de Duitse autobouwer Audi Automobilwerke GmbH Zwickau (vanaf 1915 Audiwerke AG Zwickau) als aanvulling op de kleinere Type B en Type C.
De wagen werd aangedreven door een 4,7L IOE vier-in-lijnmotor die 45 pk produceerde, goed voor een topsnelheid van 100 km/u.  Het motorvermogen werd via een handgeschakelde vierversnellingsbak en een cardanas overgebracht op de achterwielen. De auto maakte gebruik van een ladderchassis en twee starre assen met bladveren.
De Type D werd aangeboden als vierzitter open tourer, landaulet of vierdeurs sedan. Tussen 1912 en 1920 werden er slechts 53 exemplaren van deze grote auto gebouwd. Er wordt aangenomen dat geen enkel exemplaar het overleefd heeft.